# Snappy Gifts
Snappy Gifts è una multinazionale con sede a New York, fondata da Dvir Cohen e Hani Goldstein nel 2015. Fornisce alle società un sistema per offrire ai loro lavoratori regali personalizzati.

## Storia
Snappy Gifts è stata fondata nel 2015 da Dvir Cohen e Hani Goldstein a San Francisco, trasferendosi successivamente a New York. La società è partita con un capitale di 1,6 milioni di dollari ed ha iniziato concentradosi si "regali personali per i clienti", ma nel 2017 ha spostato il suo modello di business verso i regali aziendali offrendo una versione commerciale della sua piattaforma.   Successivamente, l'azienda ha aperto una filiale a Tel Aviv.
Nel 2017, Snappy è stata inclusa nella terza coorte di startup di Retail Accelerator XRC Labs. 
Alla fine del 2018, è stato menzionato in un sondaggio che elencava i 25 peggiori regali aziendali su Business News Daily e Fortune Magazine.
Nel 2019, la società ha ricevuto altri 8,5 milioni di dollari in finanziamenti da parte 83North e Hearst Ventures.
Nel settembre 2019, Snappy Gifts è stata inclusa nella lista delle "10 startup più promettenti di giovani israeliani di New York" di Forbes.
Snappy Gifts collabora con compagnie di risorse umane quali TriNet, ADP, BambooHR, HR Uncubed, and Crain's Best Places to Work.

## La Piattaforma Snappy
Il sistema regali Snappy, che è disponibile sia per piattaforme mobile che desktop, fornisce alle compagnie un software per scegliere doni personalizzati ai dipendenti sulla base di alcuni parametri quali età, genere sessuale, ubicazione e può essere anche impostato affinché generi suggerimenti basati su momenti dell'anno ben precisi, come compleanni e anniversari. I regali sono inviati tramite un messaggio su cellulare o email. Il destinatario riceve un "gratta e vinci virtuale" che rivela quale regalo è stato scelto dal datore di lavoro. L'impiegato ha allora l'opzione di accettarlo o di cambiarlo, mentre il datore di lavoro riceve un'email con la richiesta di acquisto. Snappy Gifts collabora con rivenditori quali Amazon, Birchbox, Cloud9Living e Best Buy. Il sistema è progettato con un meccanismo per ringraziare, così che i dirigenti possano vedere immediatamente l'impatto del dono sui loro impiegati.